# کنجرووکا
کنجرووکا (به لهستانی:  Kędzierówka) یک روستا در لهستان است که در گمینا پراژموو واقع شده است.